# Liste des sites Ramsar en Autriche
Cet article recense les zones humides d'Autriche concernées par la convention de Ramsar.

## Statistiques
La convention de Ramsar est entrée en vigueur en Autriche le 16 avril 1983. En janvier 2020, le pays compte 23 sites Ramsar, couvrant une superficie de 4 935,11 km2 (soit environ 1% du territoire autrichien).

## Liste
| Site                                                      | Land              | Notes | Date            | Superficie (km²) | Altitude (m)  | Identifiant Ramsar | Identifiant WDPA | Coordonnées                       | Photo |
| --------------------------------------------------------- | ----------------- | --- | --------------- | ---------------- | ------------- | ------------------ | ---------------- | --------------------------------- | ----- |
| Lac de Neusiedl, Seewinker et Hanság                      | Burgenland        | Comprend 80 lacs ; le parc national de Fertő-Hanság est inscrit au patrimoine mondial en Autriche et en Hongrie                                        | 16/12/1982      | 442,29           | 113           | 271                | 67801            | 47° 49′ 01″ nord, 16° 52′ 01″ est |       |
| Plaines d'inondation Danube-Morava-Thaya                  | Basse-Autriche    | Site transfrontalier avec la République tchèque et la Slovaquie                                                                                        | 16/12/1982      | 360,90           | 130 - 164     | 272                | 67802            | 48° 15′ 00″ nord, 16° 49′ 01″ est |       |
| Basse Lobau                                               | Vienne            | | 16/12/1982      | 9,15             | 150 - 155     | 273                | 67803            | 48° 10′ 01″ nord, 16° 30′ 00″ est |       |
| Lacs de barrage de la basse Inn (de)                      | Haute-Autriche    | | 16/12/1982      | 8,70             | 350 - 320     | 274                | 67804            | 48° 18′ 00″ nord, 13° 13′ 01″ est |       |
| Delta du Rhin                                             | Vorarlberg        | | 16/12/1982      | 20,65            | 397 - 402     | 275                | 67805            | 47° 28′ 59″ nord, 9° 37′ 01″ est  |       |
| Tourbière de Pürgschachen (de)                            | Styrie            | | 05/09/1991      | 0,62             | 632           | 532                | 67806            | 47° 34′ 01″ nord, 14° 21′ 00″ est |       |
| Sablatnigmoor                                             | Carinthie         | | 04/05/1992      | 0,96             | 480 -         | 558                | 67807            | 46° 34′ 01″ nord, 14° 36′ 00″ est |       |
| Rotmoos im Fuschertal                                     | Salzbourg         | | 16/02/1995      | 0,58             | 1 270 - 1 300 | 719                | 95319            | 47° 16′ 01″ nord, 12° 46′ 01″ est |       |
| Haute tourbière de Hörfeld (de)                           | Carinthie, Styrie | | 29/10/1996      | 1,37             | 930           | 864                | 129930           | 47° 01′ 01″ nord, 14° 31′ 01″ est |       |
| Étangs, tourbières et plaines d'inondation de Waldviertel | Basse-Autriche    | | 16/12/1999      | 130,00           | 472 - 870     | 1013               | 198310           | 48° 46′ 01″ nord, 14° 58′ 01″ est |       |
| Valée de la Lafnitz                                       | Burgenland,Styrie | | 20/02/2002      | 21,80            | 300 - 400     | 1169               | 900671           | 47° 15′ 00″ nord, 16° 04′ 01″ est |       |
| Tourbières du col de Thurn (en)                           | Salzbourg         | Comprend 13 tourbières | 02/02/2004      | 1,90             | 1 160 - 1 600 | 1367               | 902259           | 47° 19′ 01″ nord, 12° 25′ 01″ est |       |
| Tourbières de Sauerfelder Wald                            | Salzbourg         | | 02/02/2004      | 1,19             | 1 480 - 1 720 | 1368               | 902260           | 47° 07′ 01″ nord, 13° 54′ 00″ est |       |
| Tourbières du Schwarzenberg                               | Salzbourg         | | 02/02/2004      | 2,67             | 1 580 - 1 730 | 1369               | 902261           | 47° 04′ 01″ nord, 13° 46′ 01″ est |       |
| Tourbières de l'Überling                                  | Salzbourg         | Plus grande concentration de tourbières des Alpes | 02/02/2004      | 2,65             | 1 540 - 1 770 | 1370               | 902262           | 47° 10′ 01″ nord, 13° 52′ 01″ est |       |
| Parc national de Kalkalpen                                | Haute-Autriche    | | 02/02/2004      | 185,32           | 390 - 1 960   | 1371               | 902263           | 47° 34′ 01″ nord, 14° 25′ 01″ est |       |
| Tourbières de Naßköhr                                     | Styrie            | | 11/10/2004      | 2,11             | 1 210 - 1 300 | 1404               | 902391           | 47° 43′ 01″ nord, 15° 33′ 00″ est |       |
| Alpage sauvage bavarois                                   | Tyrol             | Site transfrontalier avec l'Allemagne | 11/05/2005      | 1,33             | 1 430 - 1 470 | 1489               | 902719           | 47° 34′ 01″ nord, 11° 48′ 00″ est |       |
| Paysage de tourbières et lacustre Keutschach-Schiefling   | Carinthie         | Site constitué de 10 fragments répartis le long d'une vallée, dont les lacs de Keutschach (de), Hafnersee (de), Rauschelesee (de) et Baßgeigensee (de) | 11/05/2005      | 5,43             | 507 - 615     | 1490               | 902720           | 46° 34′ 01″ nord, 14° 07′ 01″ est |       |
| Haute tourbière d'Autertal - St. Lorenzener               | Carinthie         | | 02/08/2011      | 0,48             | 1 450 - 1 500 | 1979               | 555543045        | 46° 51′ 00″ nord, 13° 55′ 01″ est |       |
| Étangs à poissons de Güssing                              | Burgenland        | | 05/06/2013      | 1,48             | 215 - 230     | 2137               | 555558377        | 47° 03′ nord, 16° 18′ est         |       |
| Wilder Kaiser                                             | Tyrol             | | 08/04/2013      | 37,81            | 480 - 2 344   | 2146               | 555558378        | 47° 33′ 00″ nord, 12° 19′ 01″ est |       |
| Haute Drave                                               | Carinthie         | | 06/05/2014      | 10,29            | 525 - 640     | 2208               | 555592550        | 46° 46′ 01″ nord, 13° 19′ 01″ est |       |
| Lendspitz-Maiernigg                                       | Carinthie         | | 25 juillet 2023 | 77,6             |               | 2523               | 555577936        | 46° 36′ 42″ nord, 14° 15′ 20″ est |       |